# Boston
Boston (phát âm tiếng Anh: /ˈbɒstən/ ⓘ) là thủ phủ và thành phố lớn nhất của khu vực Thịnh vượng chung Massachusetts tại Hoa Kỳ. Boston cũng đóng vai trò là quận lỵ của quận Suffolk. Boston là thành phố lớn nhất tại khu vực New England, thị khu có diện tích 48 dặm vuông Anh (124 km2), và dân số theo ước tính năm 2014 là 645.966, là thành phố đông dân thứ 24 tại Hoa Kỳ. Thành phố là trung tâm của một khu vực đại đô thị lớn hơn đáng kể mang tên Đại Boston - nơi sinh sống của 4,5 triệu người và là khu vực đại đô thị lớn thứ mười toàn quốc.
Boston nằm trong số những thành phố cổ nhất tại Hoa Kỳ, những người thực dân Thanh giáo từ Anh thành lập Boston trên bán đảo Shawmut vào năm 1630. Thành phố là nơi diễn ra một số sự kiện trọng đại trong Cách mạng Mỹ. Sau khi Hoa Kỳ giành độc lập từ Đế quốc Anh, thành phố tiếp tục là một bến cảng quan trọng và trung tâm sản xuất, cũng như là một trung tâm giáo dục và văn hóa. Thông qua cải tạo đất và hợp nhất, Boston được mở rộng ra ngoài phạm vi bán đảo ban đầu. Lịch sử phong phú giúp Boston thu hút nhiều du khách, chỉ riêng Faneuil Hall đã thu hút trên 20 triệu du khách.
Việc có nhiều học viện và đại học trong khu vực giúp Boston trở thành một trung tâm quốc tế về giáo dục bậc đại học và y tế, thành phố được mệnh danh là một nơi lãnh đạo thế giới về sáng kiến. Nền tảng kinh tế của Boston cũng bao gồm cả tài chính, các dịch vụ chuyên viên và kinh doanh, và các hoạt động chính phủ.

## Lịch sử
Những người định cư gốc Âu ban đầu tại Boston trước tiên gọi khu vực là Trimountaine (theo "ba núi" trong khu vực khi đó) song sau đó đổi tên thành Boston theo đô thị Boston tại Anh, vốn là nơi xuất thân của một số người thực dân xuất chúng. Những người thực dân Thanh giáo từ Anh đổi tên khu định cư vào ngày 7 tháng 9 năm 1630 (lịch Julius), họ chuyển đến từ Charlestown nhằm tìm nước ngọt. Khu định cư của họ ban đầu giới hạn trong bán đảo Shawmut, đương thời được vịnh Massachusetts và sông Charles bao quanh và kết nối với đại lục qua một eo đất hẹp. Theo nghiên cứu, bán đảo có người định cư sớm nhất là từ 5000 TCN.
Năm 1629, thống đốc đầu tiên của Thuộc địa vịnh Massachusetts là John Winthrop lãnh đạo việc ký kết Hiệp định Cambridge, một văn kiện thành lập quan trọng của thành phố. Những luân lý Thanh giáo và sự tập trung của họ cho giáo dục ảnh hưởng đến lịch sử ban đầu của thành phố; trường học công lập đầu tiên tại Hoa Kỳ được thành lập tại Boston vào năm 1635. Trong 130 năm sau đó, thành phố tham dự vào các cuộc chiến với người Pháp và người da đỏ, cho đến khi Anh Quốc đánh bại người Pháp và các đồng minh bản địa của họ tại Bắc Mỹ. Boston là đô thị lớn nhất tại các thuộc địa của Anh tại Bắc Mỹ cho đến khi bị Philadelphia vượt qua vào giữa thế kỷ 18.
Nhiều sự kiện mang tính quyết định trong Cách mạng Mỹ; như Tàn sát Boston, Trà hội Boston, "đi đêm" của Paul Revere, các trận chiến Lexington và Concord và Bunker Hill, bao vây Boston, xảy ra tại hoặc gần Boston. Sau Cách mạng, truyền thống hàng hải lâu dài của Boston giúp thành phố trở thành một trong những bến cảng quốc tế thịnh vượng nhất trên thế giới, các mặt hàng đặc biệt quan trọng là rum, cá, muối, và thuốc lá.

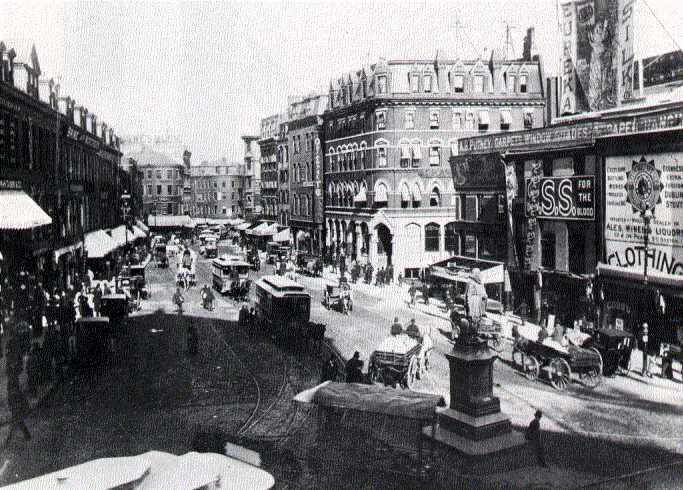
Quảng trường Scollay trong thập niên 1880

Đạo luật Cấm vận 1807 được thông qua trong Các cuộc chiến tranh của Napoléon, và Chiến tranh Hoa Kỳ - Anh Quốc năm 1812 khiến hoạt động cảng của Boston suy giảm đáng kể. Mặc dù ngoại thương hồi phục sau chiến sự, song trong thời gian quá độ này các thương nhân của Boston tìm được giải pháp thay thế cho đầu tư tư bản của họ. Sản xuất trở thành một thành phần quan trọng trong kinh tế thành phố, và đến giữa thế kỷ 19, tầm quan trọng kinh tế của khu vực sản xuất công nghiệp vượt qua mậu dịch quốc tế. Cho đến đầu thế kỷ 20, Boston duy trì vị thế là một trong những trung tâm sản xuất lớn nhất toàn quốc và trở nên nổi tiếng với ngành sản xuất hàng may mặc và công nghiệp hàng da thuộc. Một mạng lưới các sông nhỏ tiếp giáp với thành phố và liên kết nó với các khu vực xung quanh, việc vận chuyển bằng đường thủy trở nên thuận tiện và dẫn đến số nhà máy tăng nhanh. Sau đó, một mạng lưới đường sắt dày đặc xúc tiến công nghiệp và thương nghiệp của khu vực.
Trong giai đoạn này, Boston cũng phát triển mạnh về văn hóa, được ca tụng vì sinh hoạt văn học thăng hoa và bảo trợ hào phóng cho nghệ thuật, với việc những thành viên của các gia tộc Boston cổ—cuối cùng được gán danh hiệu Boston Brahmin—tiến đến việc được xem là tầng lớp tinh hoa về xã hội và văn hóa của quốc gia. Boston cũng trở thành một trung tâm của phong trào bãi nô.
Năm 1822, các thị dân Boston bỏ phiếu ủng hộ đổi tên chính thức từ "the Town of Boston" sang "the City of Boston", và đến ngày 4 tháng 3 năm 1822, nhân dân Boston chấp thuận đặc quyền hợp thành tổ chức thành phố. Vào thời điểm Boston được trao tình trạng thành phố, dân số thành phố là 46.226, còn diện tích thành phố chỉ có 4,7 dặm vuông Anh (12 km2).
Trong thập niên 1820, dân số Boston tăng trưởng nhanh chóng, và thành phần dân tộc của thành phố biến đổi đột ngột khi có các làn sóng người châu Âu nhập cư đầu tiên (sau khi độc lập). Những người Ireland nhập cư chiếm ưu thế trong làn sóng di dân vào giai đoạn này, đặc biệt là sau nạn đói khoai tây Ireland; đến năm 1850, có khoảng 35.000 người Ireland sống tại Boston. Trong nửa cuối của thế kỷ 19, số người Ireland, Đức, Liban, Syria và các sắc dân khác định cư tại Boston ngày càng tăng. Đến cuối thế kỷ 19, các khu phố lõi của Bostan trở thành những khu biệt lập của những người nhập cư khác biệt về dân tộc—những người Ý sống tại North End, người Ireland chiếm ưu thế tại South Boston và Charlestown, và người Do Thái từ Nga sống tại West End. Những người nhập cư Ireland và Ý đem theo Công giáo La Mã, và hiện nay giáo hội này là cộng đồng tôn giáo lớn nhất của Boston, và từ đầu thế kỷ 20, người Ireland đóng một vai trò lớn trong chính trị Boston- các nhân vật xuất chúng gồm có Gia tộc Kennedy, Tip O'Neill, và John F. Fitzgerald.
Từ năm 1631 đến năm 1890, diện tích của Boston tăng gấp ba lần thông qua cải tạo đất bằng cách lấp các đầm lầy, bãi bùn, và khoảng trống giữa các khu bến cảng dọc theo bờ biển. Nỗ lực cải tạo lớn nhất diễn ra vào thế kỷ 19; bắt đầu vào năm 1807, phần đỉnh của Beacon Hill được sử dụng để lấp một hồ chứa 50-acre (20 ha) mà sau này trở thành khu vực Haymarket. Các dự án cải tạo vào giữa thế kỷ tạo nên các bộ phận quan trọng của những khu vực South End, West End, Financial District, và phố Trung Hoa. Sau Đại hỏa hoạn Boston năm 1872, các công nhân sử dụng gạch vụn từ những công trình kiến trúc để đổ dọc theo bờ biển/sông của khu trung tâm. Từ giữa đến cuối thế kỷ 19, các công nhân lấp được gần 600 acres (2,4 km²) vùng đầm lầy nhiễm mặn của sông Charles ở phía tây của Boston Common bằng sỏi đưa đến bằng tàu hỏa từ các đồi của Needham Heights. Thành phố sáp nhập các đô thị lân cận: South Boston (1804), East Boston (1836), Roxbury (1868), Dorchester (1870), Brighton (1874), West Roxbury (1874), Charlestown (1874), và Hyde Park (1912). Các đề xuất khác về việc sáp nhập Brookline, Cambridge, và Chelsea, không thành công.

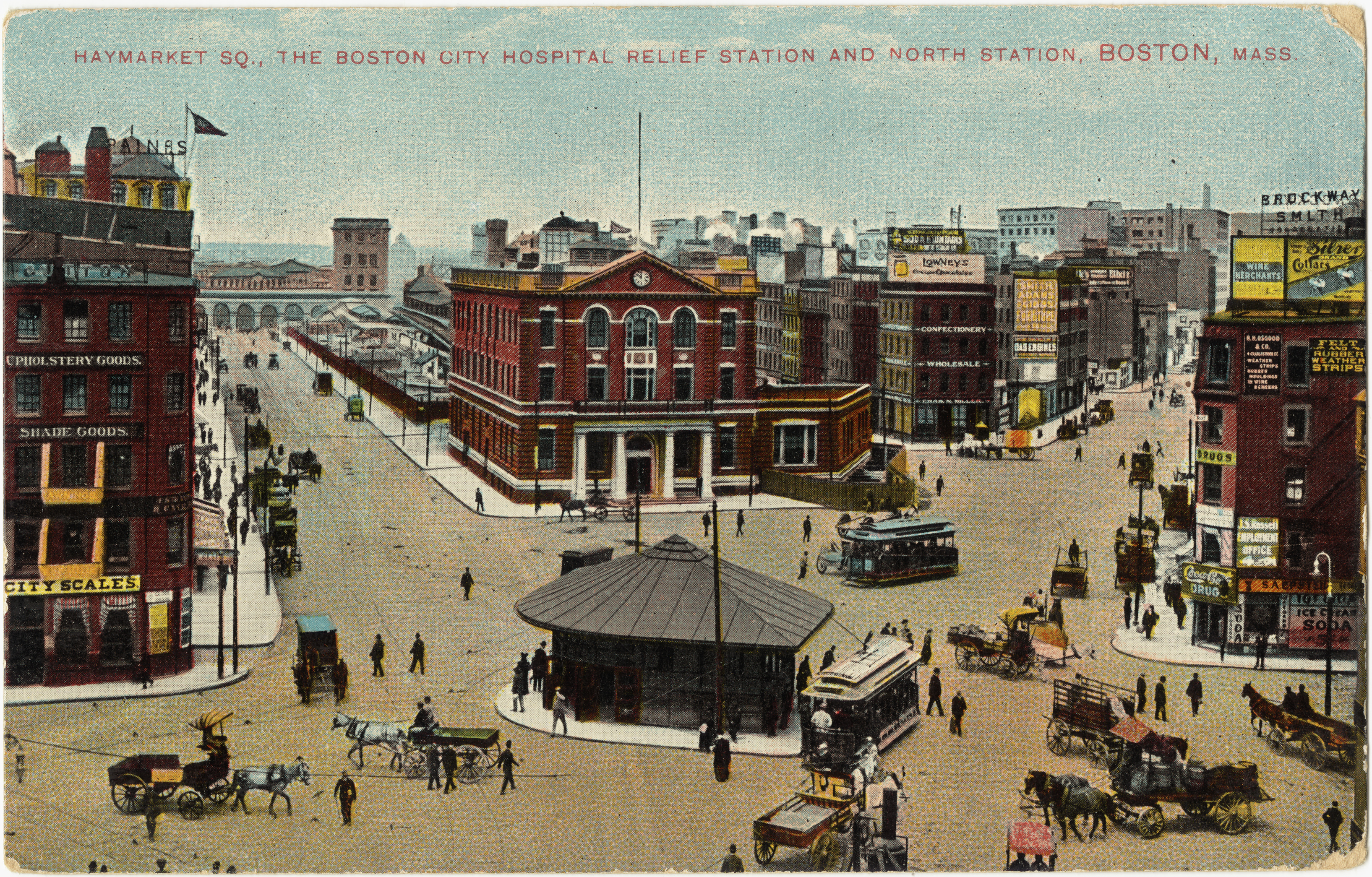
Quảng trường Haymarket, 1909

Đến đầu và giữa thế kỷ 20, thành phố trải qua suy tàn do các nhà máy trở nên cũ nát và lạc hậu, và các doanh nghiệp chuyển ra khỏi khu vực vì giá lao động ở những nơi khác rẻ hơn. Boston đối phó bằng các dự án hồi phục đô thị khác nhau theo chỉ đạo của Cục Tái thiết Boston (BRA), thể chế được thành lập vào năm 1957. Năm 1958, BRA bắt đầu dự án nhằm cải tạo khu phố West End có tính lịch sử. Hành động phá hủy trên quy mô lớn gặp phải phản đối dữ dội của công chúng. BRA sau đó tái thẩm định cách tiếp cận của họ đối với cải tạo đô thị trong những dự án tương lai, kể cả việc xây dựng Trung tâm Chính phủ. Năm 1965, Trung tâm Y tế Columbia Point tại khu phố Dorchester trở thành trung tâm y tế cộng đồng đầu tiên tại Hoa Kỳ được mở cửa. Trung tâm y tế này vẫn hoạt động và đến năm 1990 thì trở thành Trung tâm y tế cộng đồng Geiger-Gibson. Khu liên hiệp Columbia Point được tái thiết và phục hưng thành một cộng đồng thu nhập hỗn hợp mang tên Harbor Point Apartments từ năm 1984 đến năm 1990.
Đến thập niên 1970, kinh tế thành phố bùng nổ sau 30 suy sụp. Một lượng lớn nhà cao tầng được xât dựng tại Financial District và tại Back Bay của Boston trong giai đoạn này. Sự bùng nổ này tiếp tục cho đến giữa thập niên 1980. Thành phố trải qua xung đột khởi đầu từ năm 1974 do các "xe buýt phế trừ cách ly chủng tộc", dẫn đến náo động và bạo lực quanh các trường công trong suốt thập niên 1970.

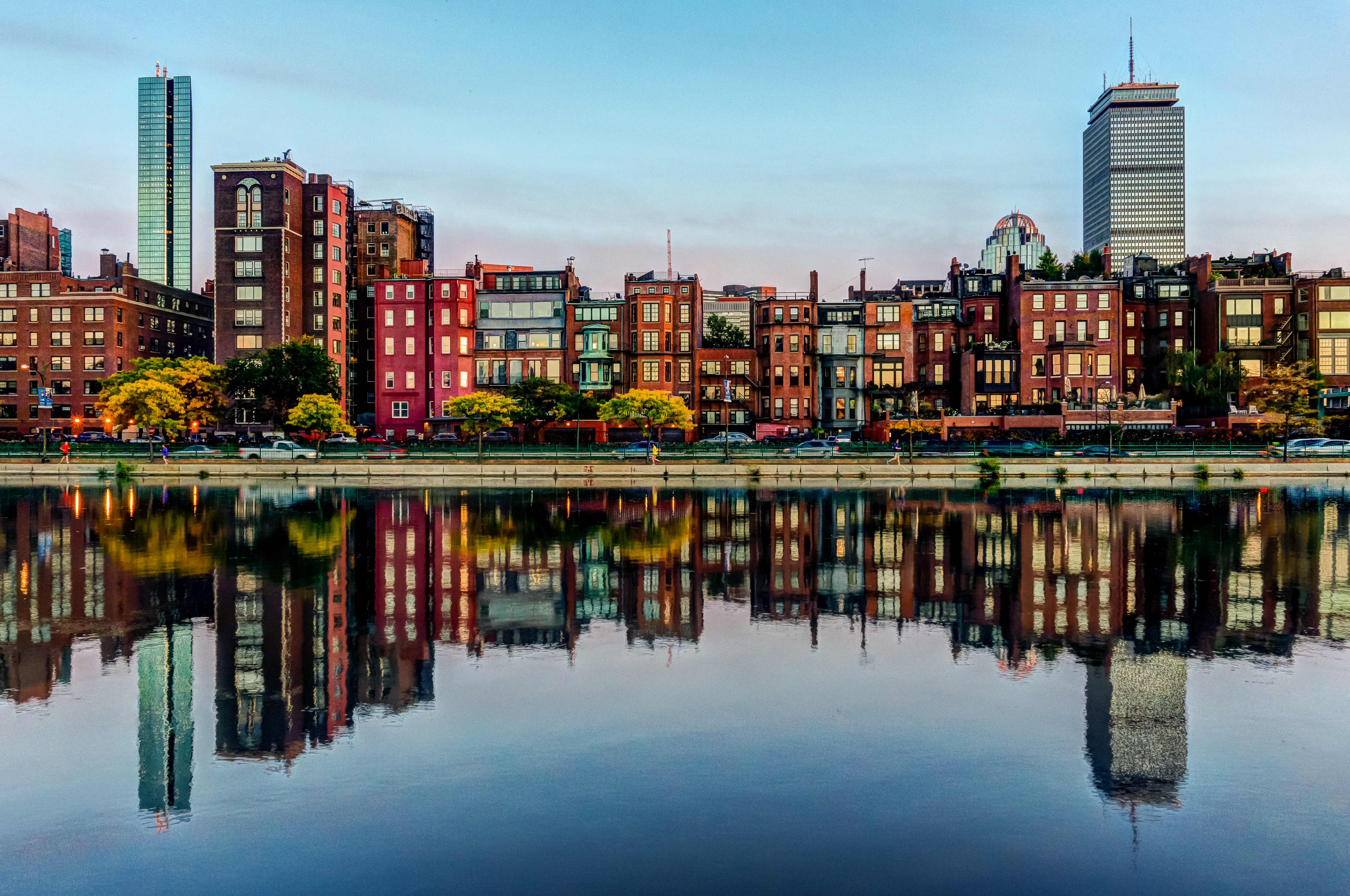
Back Bay

Boston là một trung tâm tri thức, công nghệ, và chính trị song để mất một số thể chế khu vực quan trọng,
trong đó có việc The New York Times mua lại The Boston Globe by, và để mất các thể chế tài chính địa phương thông qua sáp nhập và mua lại, như FleetBoston Financial bị Bank of America có trụ sở tại Charlotte mua lại vào năm 2004. Các chuỗi cửa hàng bách hóa đặt cơ sở tại Boston là Jordan Marsh và Filene's đều hợp nhất với Macy's có trụ sở tại Cincinnati. Boston trải qua thượng lưu hóa vào nửa cuối thế kỷ 20, với giá nhà ở tăng mạnh từ thập niên 1990. Chi phí sinh hoạt gia tăng, và Boston trở thành một trong những nơi có giá cả sinh hoạt cao nhất tại Hoa Kỳ, Bất chấp vấn đề chi phí sinh hoạt, Boston vẫn xếp ở thứ hạng cao trong các bảng xếp hạng dễ sống, xếp thứ 36 toàn cầu về chất lượng sinh hoạt 2011 trong một khảo sát đối với 221 thành phố lớn. Tháng 4 năm 2013, hai quả bom phát nổ trong khuôn khổ Marathon Boston, khiến ba người thiệt mạng và 264 người bị thương.

## Địa lý
Boston có diện tích 89,6 dặm vuông Anh (232,1 km2)—48,4 dặm vuông Anh (125,4 km2) (54,0%) đất liền và 41,2 dặm vuông Anh (106,7 km2) (46,0%) mặt nước—và là thành phố lớn có mật độ dân số cao thứ ba toàn quốc. Độ cao chính thức của thành phố, đo tại sân bay quốc tế Logan, là 19 ft (5,8 m) trên mực nước biển. Đỉnh cao nhất của Boston là Bellevue Hill với cao độ 330 foot (100 m) trên mực nước biển, và điểm thấp nhất là mực nước biển. Boston nằm sát Đại Tây Dương, và là thủ phủ bang duy nhất tại Hoa Kỳ liền kề có đường bờ biển.
Bao quanh Boston là khu vực "Đại Boston", liền kề Boston là các thành thị Winthrop, Revere, Chelsea, Everett, Somerville, Cambridge, Newton, Brookline, Needham, Dedham, Canton, Milton, và Quincy. Sông Charles tách Boston khỏi Watertown và phần lớn Cambridge, và phần lớn Boston với khu phố Charlestown của thành phố. Ở phía đông là cảng Boston và khu bảo tồn quốc gia các đảo cảng Boston. Sông Neponset tạo thành ranh giới giữa các khu phố phía nam của Boston với thành phố Quincy và thị trấn Milton. Sông Mystic tách biệt Charlestown với Chelsea và Everett, và suối Chelsea cùng cảng Boston tách biệt East Boston khỏi Boston bản thổ.
Nguồn cung cấp nước của thành phố là các hồ chứa Quabbin và Wachusett ở phía tây, là một trong số rất ít các nguồn nước trong đến mức đạt tiêu chuẩn chất lượng liên bang mà không cần phải lọc.

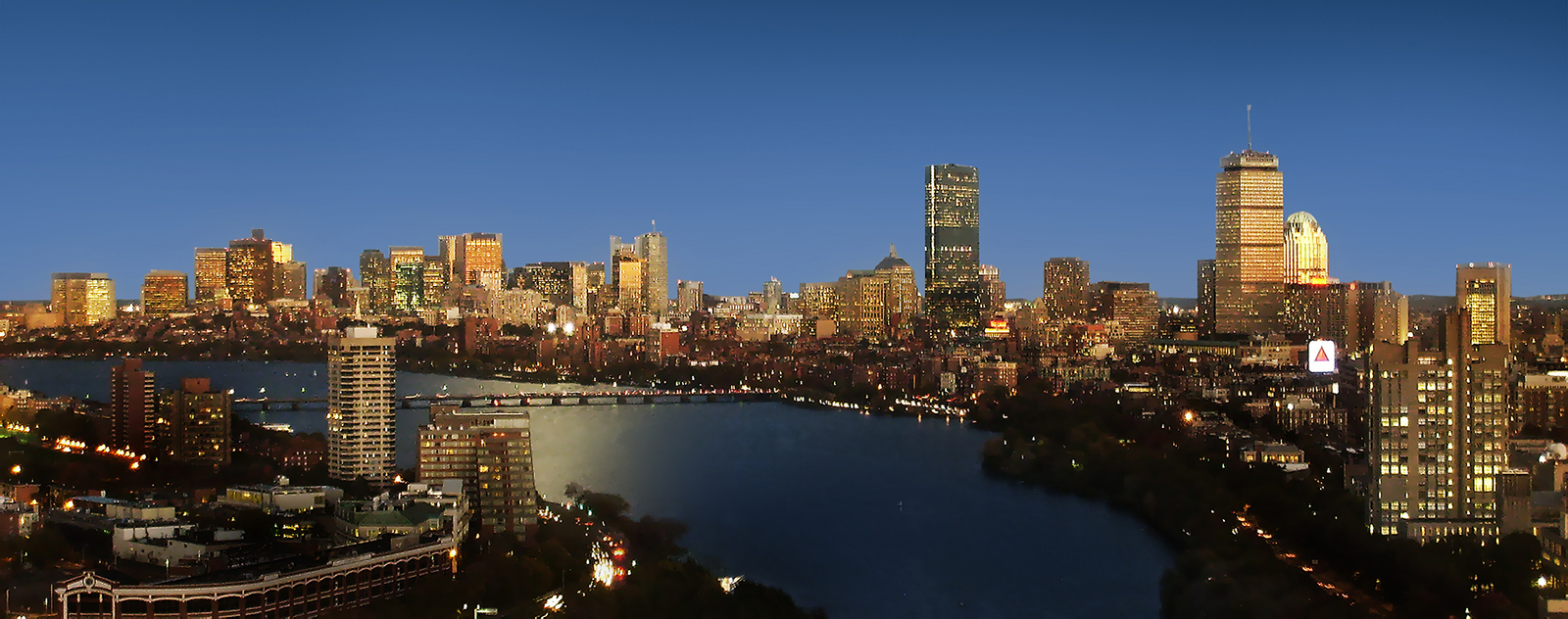
Quang cảnh Boston từ làng sinh viên II tại Đại học Boston.

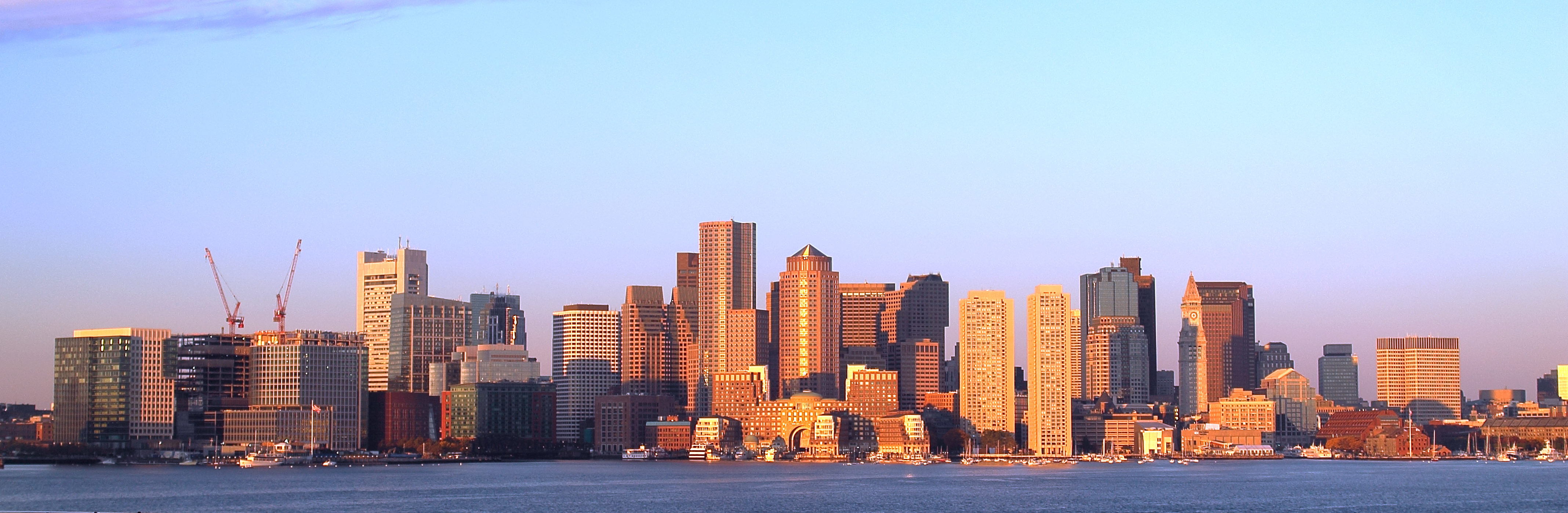
Quang cảnh Boston nhìn từ sân bay quốc tế Logan vào sáng sớm.

### Khí hậu
Boston có khí hậu lục địa với một số ảnh hưởng từ hải dương, thành phố nằm trong đới chuyển tiếp giữa khí hậu cận nhiệt đới ẩm (Köppen Cfa) sang khí hậu lục địa ẩm (Köppen Dfa), Mùa hè có đặc trưng là ấm đến nóng, và ẩm, trong khi vào mùa đông dao động giữa các giai đoạn mưa lạnh và tuyết, với nhiệt độ lạnh. Mùa xuân và mùa thu thường ôn hòa, các điều kiện khác nhau phụ thuộc vào hướng gió và vị trí luồng khí cao tốc. Mô hình gió phổ biến là thổi từ đất liền làm giảm đến mức tối thiểu ảnh hưởng từ Đại Tây Dương.
Do có vị trí nằm ven biển, nhiệt độ tại Boston được điều hòa, song khiến cho thành phố rất dễ chịu ảnh hưởng của các hệ thống thời tiết Nor'easter vốn có thể sinh ra lượng tuyết và mưa lớn. Thành phố có lượng giáng thủy hàng năm là 43,8 inch (1.110 mm), với 43,8 inch (111 cm) tuyết rơi mỗi mùa. Tuyết rơi nhiều hơn đột ngột khi đi vào vùng nội lục xa thành phố (đặc biệt là ở phía bắc và phía tây thành phố)- xa khỏi ảnh hưởng điều hòa của đại dương. Hầu hết tuyết xuất hiện từ tháng 12 sang tháng 3, do hầu hết các năm không đo được tuyết trong tháng 4 và tháng 11, và tuyết hiếm khi rơi vào tháng 5 và tháng 10.
Sương mù là hiện tượng khá phổ biển, đặc biệt là trong mùa xuân và đầu mùa hè, và các cơn bão nhiệt đới có thể đe dọa đến khu vực, đặc biệt là vào cuối mùa hè và đầu mùa thu. Do nằm ven Bắc Đại Tây Dương, thành phố thường nhận gió biển, đặc biệt là vào cuối mùa xuân, khi nhiệt độ nước biển khá lạnh và nhiệt độ vùng bờ biển có thể lạnh hơn 20 °F (11 °C) so với một vùng nội lục cách đó vài dặm, đôi khi duy trì cách biệt đó đến gần trưa.
Dông xảy ra từ tháng 5 đến tháng 9, thỉnh thoảng có tác động nghiêm trọng với mưa đá lớn, gió gây thiệt hại và mưa như trút. Mặc dù khu trung tâm Boston chưa từng chịu ảnh hưởng từ một lốc xoáy dữ dội, song thành phố từng nhận nhiều cảnh báo lốc xoáy. Các cơn bão gây thiệt hại phổ biến hơn ở các khu vực phía bắc, tây và tây bắc của thành phố.
| Dữ liệu khí hậu của Boston (sân bay Logan), trung bình 1981−2010, cực độ 1872−nay | Dữ liệu khí hậu của Boston (sân bay Logan), trung bình 1981−2010, cực độ 1872−nay | Dữ liệu khí hậu của Boston (sân bay Logan), trung bình 1981−2010, cực độ 1872−nay | Dữ liệu khí hậu của Boston (sân bay Logan), trung bình 1981−2010, cực độ 1872−nay | Dữ liệu khí hậu của Boston (sân bay Logan), trung bình 1981−2010, cực độ 1872−nay | Dữ liệu khí hậu của Boston (sân bay Logan), trung bình 1981−2010, cực độ 1872−nay | Dữ liệu khí hậu của Boston (sân bay Logan), trung bình 1981−2010, cực độ 1872−nay | Dữ liệu khí hậu của Boston (sân bay Logan), trung bình 1981−2010, cực độ 1872−nay | Dữ liệu khí hậu của Boston (sân bay Logan), trung bình 1981−2010, cực độ 1872−nay | Dữ liệu khí hậu của Boston (sân bay Logan), trung bình 1981−2010, cực độ 1872−nay | Dữ liệu khí hậu của Boston (sân bay Logan), trung bình 1981−2010, cực độ 1872−nay | Dữ liệu khí hậu của Boston (sân bay Logan), trung bình 1981−2010, cực độ 1872−nay | Dữ liệu khí hậu của Boston (sân bay Logan), trung bình 1981−2010, cực độ 1872−nay | Dữ liệu khí hậu của Boston (sân bay Logan), trung bình 1981−2010, cực độ 1872−nay |
| Tháng                                                                             | 1                                                                                 | 2                                                                                 | 3                                                                                 | 4                                                                                 | 5                                                                                 | 6                                                                                 | 7                                                                                 | 8                                                                                 | 9                                                                                 | 10                                                                                | 11                                                                                | 12                                                                                | Năm                                                                               |
| --------------------------------------------------------------------------------- | --------------------------------------------------------------------------------- | --------------------------------------------------------------------------------- | --------------------------------------------------------------------------------- | --------------------------------------------------------------------------------- | --------------------------------------------------------------------------------- | --------------------------------------------------------------------------------- | --------------------------------------------------------------------------------- | --------------------------------------------------------------------------------- | --------------------------------------------------------------------------------- | --------------------------------------------------------------------------------- | --------------------------------------------------------------------------------- | --------------------------------------------------------------------------------- | --------------------------------------------------------------------------------- |
| Cao kỉ lục °F (°C)                                                                | 72 (22)                                                                           | 70 (21)                                                                           | 89 (32)                                                                           | 94 (34)                                                                           | 97 (36)                                                                           | 100 (38)                                                                          | 104 (40)                                                                          | 102 (39)                                                                          | 102 (39)                                                                          | 90 (32)                                                                           | 83 (28)                                                                           | 76 (24)                                                                           | 104 (40)                                                                          |
| Trung bình ngày tối đa °F (°C)                                                    | 35.8 (2.1)                                                                        | 38.7 (3.7)                                                                        | 45.4 (7.4)                                                                        | 55.6 (13.1)                                                                       | 66.0 (18.9)                                                                       | 75.9 (24.4)                                                                       | 81.4 (27.4)                                                                       | 79.6 (26.4)                                                                       | 72.4 (22.4)                                                                       | 61.4 (16.3)                                                                       | 51.5 (10.8)                                                                       | 41.2 (5.1)                                                                        | 58.8 (14.9)                                                                       |
| Tối thiểu trung bình ngày °F (°C)                                                 | 22.2 (−5.4)                                                                       | 24.7 (−4.1)                                                                       | 31.1 (−0.5)                                                                       | 40.6 (4.8)                                                                        | 49.9 (9.9)                                                                        | 59.5 (15.3)                                                                       | 65.4 (18.6)                                                                       | 64.6 (18.1)                                                                       | 57.4 (14.1)                                                                       | 46.5 (8.1)                                                                        | 38.0 (3.3)                                                                        | 28.2 (−2.1)                                                                       | 44.1 (6.7)                                                                        |
| Thấp kỉ lục °F (°C)                                                               | −13 (−25)                                                                         | −18 (−28)                                                                         | −8 (−22)                                                                          | 11 (−12)                                                                          | 31 (−1)                                                                           | 41 (5)                                                                            | 50 (10)                                                                           | 46 (8)                                                                            | 34 (1)                                                                            | 25 (−4)                                                                           | −2 (−19)                                                                          | −17 (−27)                                                                         | −18 (−28)                                                                         |
| Lượng Giáng thủy trung bình inches (mm)                                           | 3.36 (85)                                                                         | 3.25 (83)                                                                         | 4.32 (110)                                                                        | 3.74 (95)                                                                         | 3.49 (89)                                                                         | 3.68 (93)                                                                         | 3.43 (87)                                                                         | 3.35 (85)                                                                         | 3.44 (87)                                                                         | 3.94 (100)                                                                        | 3.99 (101)                                                                        | 3.78 (96)                                                                         | 43.77 (1.112)                                                                     |
| Lượng tuyết rơi trung bình inches (cm)                                            | 12.9 (33)                                                                         | 10.9 (28)                                                                         | 7.8 (20)                                                                          | 1.9 (4.8)                                                                         | 0 (0)                                                                             | 0 (0)                                                                             | 0 (0)                                                                             | 0 (0)                                                                             | 0 (0)                                                                             | trace                                                                             | 1.3 (3.3)                                                                         | 9.0 (23)                                                                          | 43.8 (111)                                                                        |
| Số ngày giáng thủy trung bình (≥ 0.01 in)                                         | 11.3                                                                              | 9.8                                                                               | 11.6                                                                              | 11.2                                                                              | 12.0                                                                              | 10.9                                                                              | 9.6                                                                               | 9.4                                                                               | 8.6                                                                               | 9.4                                                                               | 10.6                                                                              | 11.6                                                                              | 126.0                                                                             |
| Số ngày tuyết rơi trung bình (≥ 0.1 in)                                           | 6.7                                                                               | 5.3                                                                               | 4.2                                                                               | 0.7                                                                               | 0                                                                                 | 0                                                                                 | 0                                                                                 | 0                                                                                 | 0                                                                                 | 0.1                                                                               | 0.8                                                                               | 4.6                                                                               | 22.4                                                                              |
| Độ ẩm tương đối trung bình (%)                                                    | 62.3                                                                              | 62.0                                                                              | 63.1                                                                              | 63.0                                                                              | 66.7                                                                              | 68.5                                                                              | 68.4                                                                              | 70.8                                                                              | 71.8                                                                              | 68.5                                                                              | 67.5                                                                              | 65.4                                                                              | 66.5                                                                              |
| Số giờ nắng trung bình tháng                                                      | 163.4                                                                             | 168.4                                                                             | 213.7                                                                             | 227.2                                                                             | 267.3                                                                             | 286.5                                                                             | 300.9                                                                             | 277.3                                                                             | 237.1                                                                             | 206.3                                                                             | 143.2                                                                             | 142.3                                                                             | 2.633,6                                                                           |
| Phần trăm nắng có thể                                                             | 56                                                                                | 57                                                                                | 58                                                                                | 57                                                                                | 59                                                                                | 63                                                                                | 65                                                                                | 64                                                                                | 63                                                                                | 60                                                                                | 49                                                                                | 50                                                                                | 59                                                                                |
| Nguồn: NOAA (độ ẩm tương đối và nắng 1961−1990)                                   |                                                                                   |                                                                                   |                                                                                   |                                                                                   |                                                                                   |                                                                                   |                                                                                   |                                                                                   |                                                                                   |                                                                                   |                                                                                   |                                                                                   |                                                                                   |

## Nhân khẩu

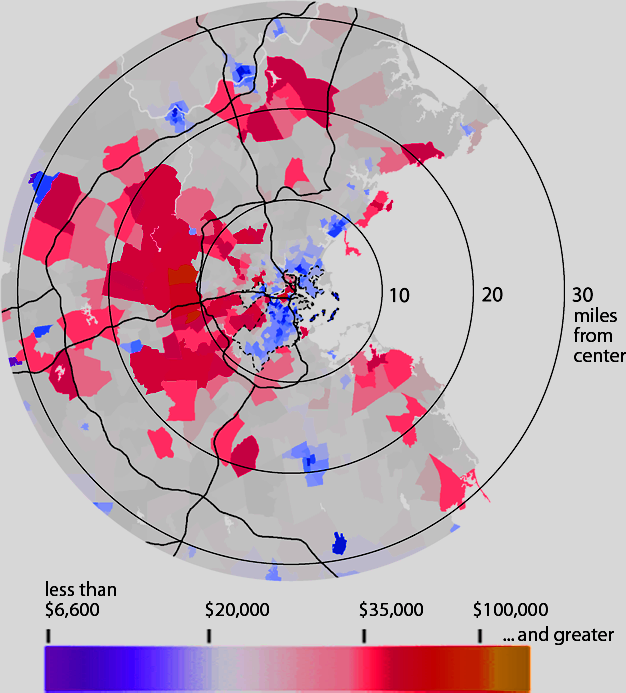
Thu nhập bình quân đầu người tại khu vực Đại Boston, 2000. Đường nét đứt thể hiện ranh giới của thành phố Boston.

Năm 2010, theo ước tính Boston có 617.594 dân cư sống trong 272.481 đơn vị nhà ở— dân số tăng trưởng 5% so với năm 2000. Có khoảng 1,2 triệu người có thể ở bên trong giới hạn hành chính của Boston trong những giờ làm việc, và có đến 2 triệu người trong những sự kiện đặc biệt. Sự dao động nhân dân này là do có hàng trăm nghìn dân cư ngoại ô đến thành phố để làm việc, giáo dục, chăm sóc y tế và trong các sự kiện đặc biệt.
Trong thành phố, 21,9% dân số từ 19 trở xuống, 14,3% từ 20 đến 24, 33,2% từ 25 đến 44, 20,4% từ 45 đến 64, và 10,1% từ 65 tuổi trở lên. Tuổi trung bình của dân cư Boston là 30,8 tuổi. Tỷ suất giới tính là 92 nam/100 nữ; tỷ suất trong nhóm tuổi từ 18 trở lên là 89,9 nam/100 nữ. Boston có 252.699 hộ, trong đó 20,4% có thiếu nhi dưới 18 sống cùng, 25,5% là cặp đôi đã kết hôn chung sống, 16,3% có một chủ hộ là nữ giới không có chồng, và 54,0% không phải là gia đình. 37,1% tổng số hộ được tạo thành từ các cá nhân và 9,0% có người từ 65 tuổi trở lên sống một mình. Quy mô thành viên trung bình trong một hộ là 2,26 và quy mô thành viên trung bình trong gia đình là 3,08.
Năm 1950, người da trắng chiếm 94,7% dân số Boston. Từ thập niên 1950 đến cuối thế kỷ 20, tỷ lệ người da trắng phi Hispanic, tức không có nguồn gốc Mỹ Latinh hoặc Iberia, trong thành phố suy giảm; năm 2000, người da trắng phi Hispanic chiếm 49,5% dân số thành phố, khiến Boston lần đầu tiên trở thành đô thị mà các nhóm người thiểu số chiếm đa số. Tuy nhiên, trong những năm gần đây thành phố trải qua thượng lưu hóa đáng kể, trong đó những người da trắng giàu có chuyển đến các khu vực trước đây không phải là khu người da trắng. Năm 2006, Cục Thống kê Dân số Hoa Kỳ ước tính rằng số người da trắng phi Hispanic lại tạo thành một đa số nhỏ. Tuy nhiên, vào năm 2010, một phần là do phá sản nhà ở, cũng như gia tăng các nỗ lực nhằm thúc đẩy có nhiều nhà ở giá rẻ hơn, dân số thiểu số phục hồi.
| Chủng tộc/Dân tộc                    | 2010  | 1990  | 1970  | 1940  |
| ------------------------------------ | ----- | ----- | ----- | ----- |
| Da trắng (bao gồm Da trắng Hispanic) | 53,9% | 62,8% | 81,8% | 96,7% |
| Da đen hay Mỹ gốc Phi                | 24,4% | 25,6% | 16,3% | 3,1%  |
| Mỹ bản địa                           | 0,4%  | 0,3%  | 0,2%  | -     |
| Mỹ gốc Á                             | 8,9%  | 5,3%  | 1,3%  | 0,2%  |
| Đa chủng                             | 3,9%  | -     | -     | -     |
| Hispanic hay Latino (mọi chủng tộc)  | 17,5% | 10,8% | 2,8%  | 0,1%  |
| Da trắng phi Hispanic                | 47,0% | 59,0% | 79,5% | 96,6% |

Người gốc Ireland tạo thành dân tộc đơn lẻ lớn nhất trong thành phố, chiếm 15,8% dân số, tiếp theo là người Ý với 8,3%. Người có tổ tiên Tây Ấn là một nhóm lớn khác, chiếm 6,0%, khoảng một nửa trong số họ có tổ tiên Haiti. Một số khu phố, như Dorchester, tiếp nhận một dòng người gốc Việt nhập cư trong những thập niên gần đây. Các khu phố như Jamaica Plain và Roslindale chứng kiến hiện tượng số lượng người Dominica tăng lên.
Thành phố có số lượng người Do Thái đáng kể, theo ước tính có 25.000 người Do Thái trong thành phố và 227.000 trong khu vực đại đô thị Boston; số lượng giáo đoàn Do Thái tại Boston được ước tính là 22. Các cộng đồng lân cận Boston là Brookline và Newton đều có xấp cỉ một phân dân số là người Do Thái.
Boston, đặc biệt là khu phố East Boston, có một cộng đồng Hispanic đáng kể. Người Hispanic tại Boston hầu hết là người Puerto Rico (30.506 hay 4,9% tổng dân số thành phố), Dominica (25.648 hay 4,2%), El Salvador (10.850 hay 1,8%), Colombia (6.649 hay 1,1%) và Guatemala (4.451 hay 0,7%). Trong Đại Boston, số lượng người Hispanic tăng trưởng đáng kể với số người Puerto Rico là trên 175.000, người Dominica trên 95.000, người El Salvador trên 40.000, người Guatemala trên 31.000 và người Colombia trên 22.000.
Giống như nhiều thành phố lớn khác tại Mỹ, tội phạm bạo lực tại Boston giảm mạnh kể từ đầu thập niên 1990. Tỷ lệ tội phạm thấp của Boston kể từ thập niên 1990 được cho là nhờ sự cộng tác của cục Cảnh sát Boston với các tổ chức khu phố và giáo khu nhằm ngăn ngừa thanh niên tham gia các băng nhóm, cũng như đóng góp của các văn phòng công tố viên Hoa Kỳ và công tố viên quận. Điều này góp phần dẫn đến điều được gọi là "kì tích Boston", số vụ giết người trong thành phố giảm từ 152 trong năm 1990 xuống còn 31 vào năm 1999.

## Kinh tế
Boston là một thành phố toàn cầu, nằm trong số 30 thành phố hùng mạnh nhất về kinh tế trên thế giới (2012). Kinh tế khu vực đô thị Đại Boston có giá trị 363 tỷ USD, xếp hạng sáu toàn quốc và xếp hạng 12 toàn cầu.
Các học viện và đại học tại Boston có tác động đáng kể đến kinh tế khu vực. Boston thu hút trên 350.000 sinh viên bậc đại học từ khắp thế giới, đóng góp trên 4,8 tỷ USD mỗi năm cho kinh tế thành phố. Các trường học trong khu vực là những chủ sử dụng lao động lớn và thu hút các ngành kinh doanh đến thành phố và khu vực xung quanh. Thành phố là nơi đặt trụ sở của một số công ty công nghệ và là một trung tâm về công nghệ sinh học, viện Milken xếp Boston trung tâm khoa học sinh mệnh hàng đầu toàn quốc. Trong các thành phố tại Hoa Kỳ, Boston nhận được kinh phí tuyệt đối cao nhất trong khoản tài trợ hàng năm từ Viện quốc gia về Y tế (2007). Thành phố cũng được cho là có sáng kiến cao độ vì một loạt nguyên nhân như sự hiện diện của giới học viện, tiếp cận tư bản mạo hiểm, và sự hiện diện của nhiều công ty công nghệ cao.
Du lịch tạo thành một bộ phận lớn của kinh tế Boston, với 21,2 triệu du khách quốc nội và quốc tế chi tiêu 8,3 tỷ USD trong năm 2011. Do là thủ phủ bang và là nơi đặt trụ sở khu vực của các cơ quan liên bang, pháp luật và chính phủ là thành phần lớn khác trong kinh tế thành phố. Thành phố là một hải cảng lớn dọc theo bờ đông của Hoa Kỳ và là cảng công nghiệp và cảng cá hoạt động liên tục lâu dài nhất tại Tây bán cầu.
Các ngành kinh tế quan trọng khác là dịch vụ tài chính, đặc biệt là những quỹ tương hỗ và bảo hiểm. Fidelity Investments có trụ sở tại Boston giúp phổ biến quỹ tương hỗ trong thập niên 1980 và biến Boston thành một trong các thành phố tài chính hàng đầu tại Hoa Kỳ. Thành phố là nơi đặt trụ sở của Santander Bank, và Boston là một trung tâm của các hãng tư bản mạo hiểm. State Street Corporation, chuyên về các dịch vụ quản lý và bảo quản tài sản, đặt trụ sở tại thành phố. Boston là một trung tâm in ấn và xuất bản — Houghton Mifflin đặc trụ sở tại thành phố, cùng với Bedford-St. Martin's Press và Beacon Press. Thành phố có ba trung tâm hội nghị lớn là trung tâm hội nghị Hynes tại Back Bay, và trung tâm thương mại thế giới Seaport và trung tâm hội nghị và triểm lãm Boston tại South Boston Waterfront.
Một số công ty lớn đặt trụ sở bên trong Boston hoặc ở lân cận, đặc biệt là dọc đường 128, trung tâm của công nghiệp công nghệ cao trong khu vực. Năm 2006, Boston và khu vực đô thị của mình được xếp hạng là cybercity lớn thứ tư tại Hoa Kỳ với 191.700 công việc công nghệ cao.

## Văn hóa

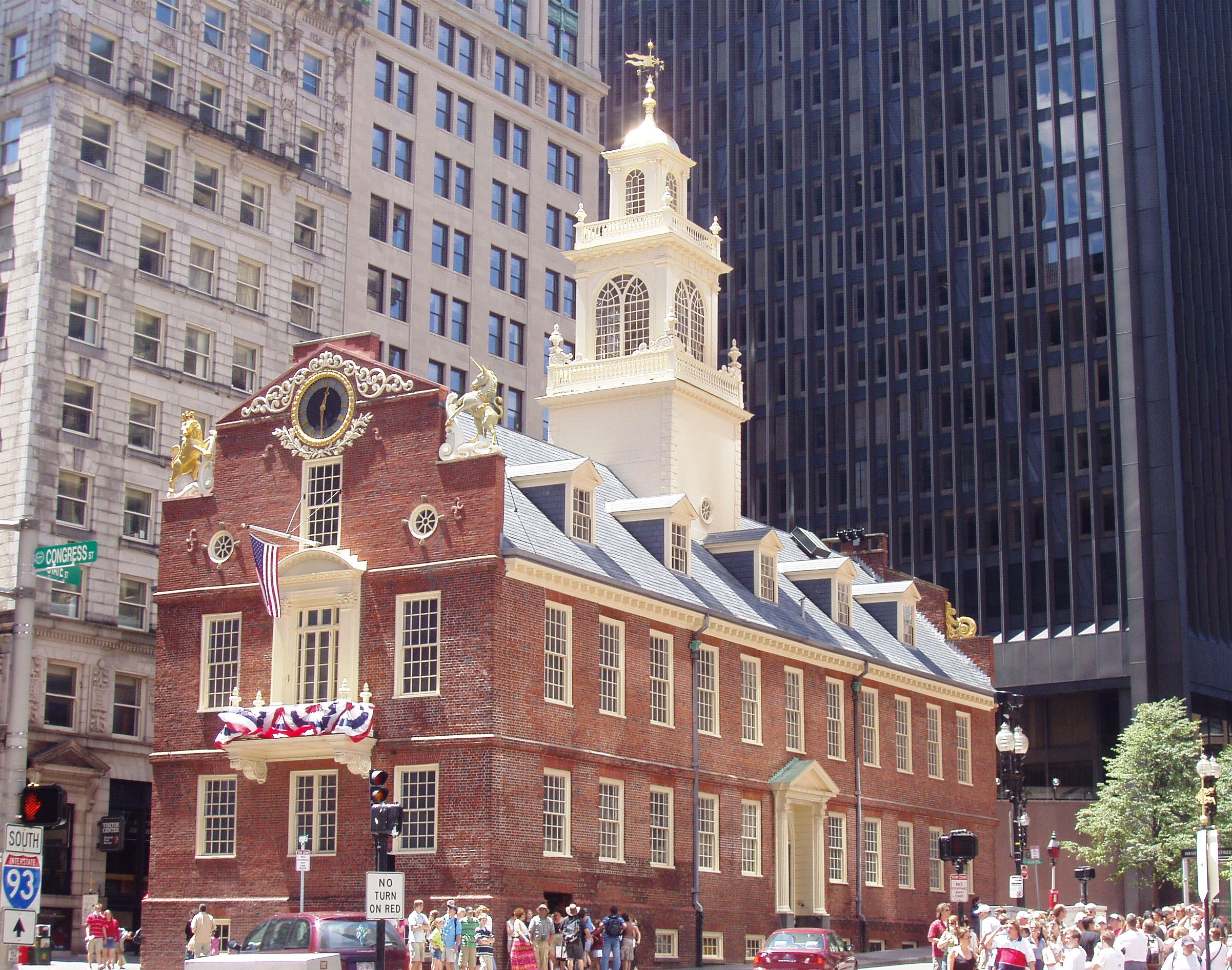
Old State House, một bảo tàng trên Freedom Trail và là địa điểm diễn ra tàn sát Boston

Boston chia sẻ nhiều căn nguyên văn hóa với khu vực New England lớn hơn, trong đó có một phương ngôn trọng âm Đông New England không có âm "r" được gọi là tiếng Anh Boston, và một ẩm thực khu vực với trọng điểm mạnh về hải sản, muối, và các sản phẩm từ sữa. Người Mỹ gốc Ireland có ảnh hưởng lớn trong các thể chế chính trị và tôn giáo của Boston. Boston cũng có tập hợp tân từ riêng của mình, được gọi là tiếng lóng Boston.
Một số kịch viện nằm trong hoặc nằm gần Theater District ở phía nam của Boston Common, trong đó có kịch viện Cutler Majestic, Trung tâm nghệ thuật biểu diễn Citi, Kịch viện Colonial, và Kịch viện Orpheum. Symphony Hall là trụ sở của Dàn nhạc giao hưởng Boston, và Dàn nhạc đại chúng Boston, trong khi Boston Ballet biểu diễn tại Nhà hát Opera Boston. Các tổ chức nghệ thuật biểu diễn khác nằm tại thành phố gồm có Boston Lyric Opera, Opera Boston, Boston Baroque (dàn nhạc Baroque thường trực đầu tiên tại Hoa Kỳ), và Handel and Haydn Society (một trong những công ty hợp xướng lâu năm nhất tại Hoa Kỳ). Thành phố là một trung tâm của âm nhạc cổ điển đương đại với một số tổ chức biểu diễn, một vài trong số đó có liên kết với các nhạc viện và đại học của thành phố.
Có một số sự kiện lớn được tổ chức thường niên như First Night diễn ra vào đêm đón năm mới, Nhạc hội sơ khởi Boston, Ngày hội nghệ thuật Boston, và các ngày lễ mùa hè của người gốc Ý tại North End nhằm tôn vinh các thánh của Công giáo La Mã. Thành phố là nơi diễn ra một số sự kiện trong giai đoạn ngày Độc lập Hoa Kỳ, trong đó có lễ hội Harborfest kéo dài suốt một tuần và một nhạc hội Pop Boston kém theo pháo hoa bên bờ sông Charles.
Boston là một trong những sinh quán của thể loại âm nhạc hardcore punk. Các nhạc sĩ trong khu vực có đóng góp đáng kể cho sân khấu âm nhạc này trong nhiều năm. Các khu phố của thành phố là quê hương của một trong những sân khấu ska làn sóng thứ ba và ska punk trong thập niên 1990, dẫn đầu là các ban nhạc như The Mighty Mighty Bosstones và The Allstonians. Một số câu lạc bộ đêm, như The Channel, Bunnratty's tại Allston, và The Rathskeller, nổi tiếng về biểu diễn của các ban nhạc punk-rock địa phương và các ban nhạc ở xa đến, song các câu lạc bộ này hiện đều đã đóng cửa. Nhiều câu lạc bộ bị san bằng hoặc chuyển đổi trong quá trình thượng lưu hóa gần đây.

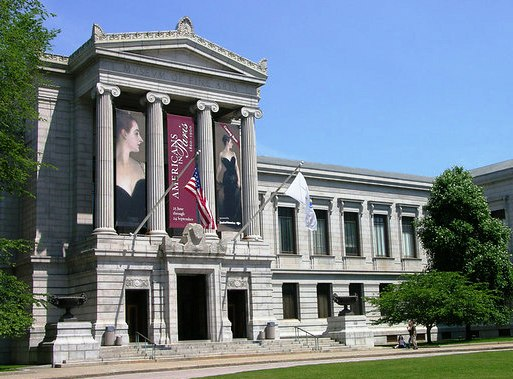
Bảo tàng Mỹ thuật Boston

Do Boston có vai trò nổi bật trong Cách mạng Mỹ, một số địa điểm lịch sử có liên hệ đến giai đoạn này được bảo tồn, chúng là bộ phận của Công viên lịch sử quốc gia Boston. Nhiều địa điểm nằm dọc Freedom Trail, tuyến đường được đánh dấu bằng một tuyến gạch đỏ trên mặt đất. Thành phố cũng có một số bảo tàng nghệ thuật, trong đó có Bảo tàng Mỹ thuật và Bảo tàng Isabella Stewart Gardner. Học viện Nghệ thuật đương đại có trụ sở tại một tòa nhà đương đại do Diller Scofidio + Renfro thiết kế nằm tại Seaport District. Khu trường sở của Đại học Massachusetts Boston tại Columbia Point, sát Bảo tàng John F. Kennedy. Thư viện Boston (một trong những thư viện độc lập lâu năm nhất tại Hoa Kỳ), Bảo tàng Thiếu nhi Boston, Quán Bull & Finch Pub, Bảo tàng Khoa học, và Bể thủy sinh New England nằm trong thành phố.
Trong thời kỳ ban đầu, Boston là một trung tâm tôn giáo nổi tiếng. Giáo phận Công giáo La Mã Boston phục vụ gần 300 giáo xứ và có trụ sở tại Nhà thờ lớn Thánh Thập tự (1875) tại South End. Giáo phận Thánh công hội Massachusetts có trụ sở tại Nhà thờ lớn Thánh Phaolô (1819), phục vụ gần 200 giáo đoàn. Hiệp hội Phổ độ nhất thể có trụ sở tại Beacon Hill. Giáo hội Cơ Đốc Khoa học có trụ sở tại Nhà thờ Đức Mẹ (1894) tại Back Bay. Nhà thờ cổ nhất tại Boston là Đệ nhất giáo đường Boston, hình thành vào năm 1630. King's Chapel là nhà thờ Anh giáo đầu tiên tại thành phố, được hình thành vào năm 1686 và được chuyển đổi thành một nhà thờ Nhất thể vào năm 1785. Các nhà thờ khác gồm có Nhà thờ Cơ Đốc (1723), Nhà thờ Ba ngôi (1733), Nhà thờ phố Park (1809), Nhà thờ Cổ Nam (1874), Nhà thờ Cơ Đốc Jubilee và Vương cung thánh đường Đức Mẹ Hằng Cứu Giúp tại Mission Hill (1878).

## Giáo dục
Các trường Công lập Boston tuyển 57.000 học sinh theo học tại 145 trường, bao gồm cả các trường "khảo nghiệm" có uy tín: Học viện Latin Boston, Trường toàn học & khoa học John D. O'Bryant, và trường Latinh Boston. Trường Latin Boston được thành lập vào năm 1635, là trường trung học công lâu năm nhất tại Hoa Kỳ; trường trung học công lâu năm thứ nhì, và trưởng tiểu học công lâu năm nhất tại Hoa Kỳ cũng nằm tại Boston. Các học sinh trong hệ thống có xuất thân chủng tộc: 35% người da đen hoặc Mỹ gốc Phi, 42% người Hispanic hoặc Latino, 13% người da trắng, và 8% người gốc Á. Thành phố cũng có các trường tư thục, trường dòng, và trường đặc quyền, và có xấp xỉ 3.300 học sinh là người thiểu số theo học tại các trường ngoại ô thông qua tổ chức METCO.

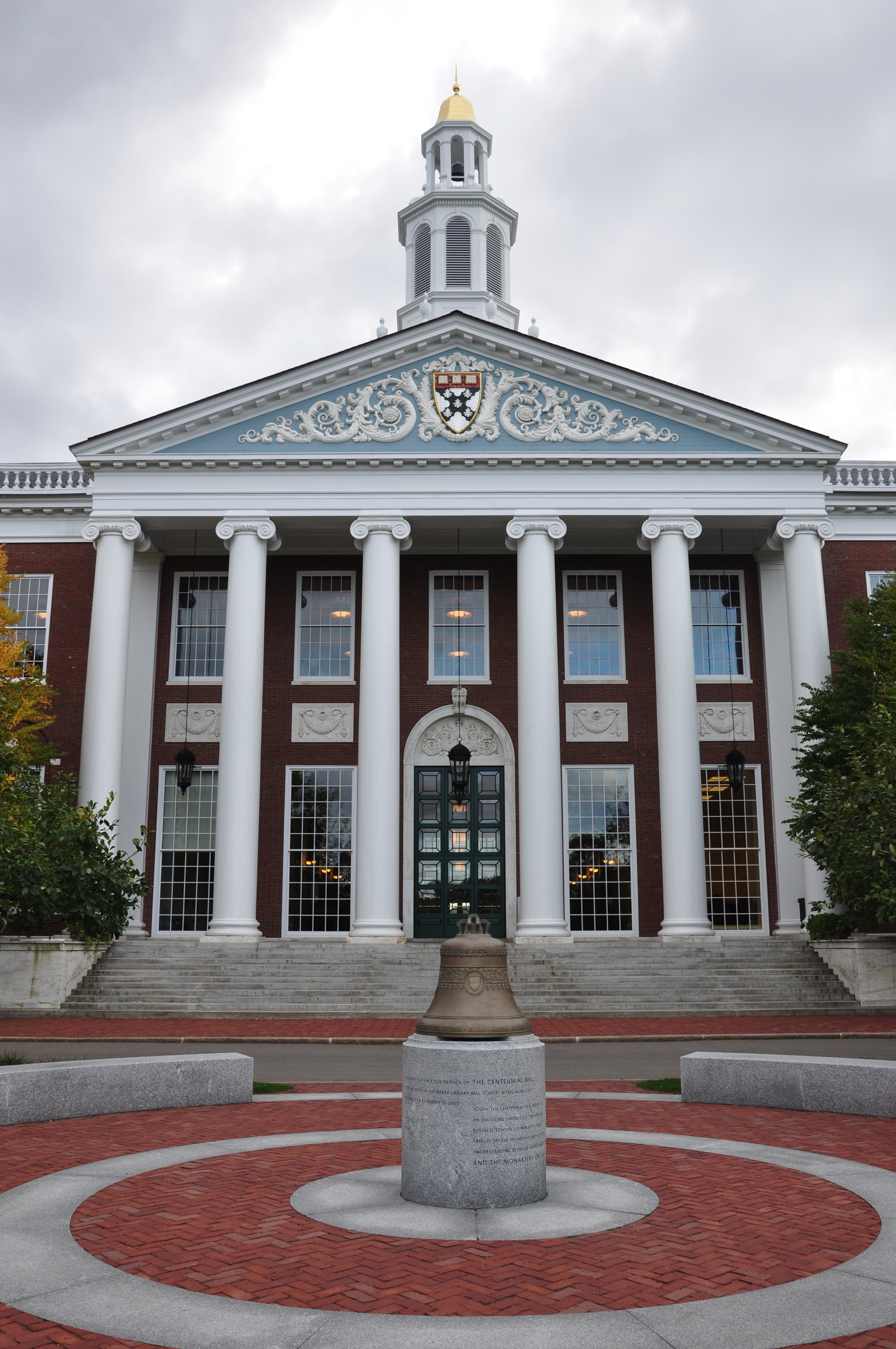
Học viện Kinh doanh Harvard

Một số đại học nổi tiếng nhất tại Hoa Kỳ nằm trong khu vực đại đô thị Boston. Bốn thành viên của Hiệp hội đại học Hoa Kỳ nằm tại Đại Boston (đứng đầu trong số các khu vực đại đô thị): Đại học Harvard, Học viện Công nghệ Massachusetts, Đại học Boston, và Đại học Brandeis. Do các hoạt động nghiên cứu được tiến hành trong các đại học này, các bệnh viện, đại học, và viện nghiên cứu tại khu vực Boston nhận được hơn 1,77 tỷ USD trợ cấp của Viện Y tế quốc gia vào năm 2013, cao nhất trong số các khu vực đại đô thị tại Hoa Kỳ. Đại Boston có trên 100 học viện và đại học, với 250.000 sinh viên theo học chỉ tính riêng tại Boston và Cambridge. Các đại học tư thục lớn nhất của Boston gồm có Đại học Boston (cơ quan sử dụng lao động lớn thứ tư của thành phố) với khu trường sở chính đặt tại Đại lộ Commonwealth và một khu trường sở y tế tại South End; Đại học Northeastern tại khu vực Fenway|; Đại học Suffolk gần Beacon Hill, với trường luật và trường kinh doanh; và Học viện Boston nằm vắt qua ranh giới Boston (Brighton)–Newton. Đại học công duy nhất của Boston là Đại học Massachusetts Boston tại Dorchester. Cao đẳng Cộng đồng Roxbury và Cao đẳng Cộng đồng Bunker Hill là hai trường Cao đẳng Cộng đồng công lập của thành phố. Các học viện và đại học của Boston sử dụng trên 42.600 người lao động, chiếm gầm 7% lực lượng lao động của thành phố.
Boston có một số học viện âm nhạc và nghệ thuật, trong đó có Học viện Nghệ thuật và Thiết kế Đại học Lesley, Học viện Nghệ thuật Massachusetts, Học viện Nghệ thuật New England, Học viện Nghệ thuật và Thiết kế New England (Đại học Suffolk), và Nhạc viện New England (nhạc viện độc lập lâu năm nhất tại Hoa Kỳ). Các học viện âm nhạc khác gồm có Nhạc viện Boston, Học viện Bảo tàng Mỹ thuật, và Học viện Âm nhạc Berklee- khiến Boston trở thành một thành phố ban trọng đối với nhạc jazz.
Một số đại học nằm ngoài ranh giới Boston song có sự hiện diện lớn trong thành phố. Đại học Harvard là đại học lâu năm nhất tại Hoa Kỳ, nằm ven sông Charles thuộc thành phố Cambridge. Các học viện kinh doanh và y tế của Đại học Harvard nằm tại Boston, và có các kế hoạch mở rộng thêm đến khu phố Allston của Boston. Học viện Công nghệ Massachusetts (MIT) nguyên nằm tại Boston song chuyển sang bên kia sông thuộc Cambridge vào năm 1916. Đại học Tufts có khu trường sở chính tại phía bắc của thành phố, quản lý các học viện y tế và nha khoa của mình.

## Thành phố kết nghĩa
Boston hiện có 11 thành phố kết nghĩa chính thức.
| Thành phố        | Quốc gia    | Năm  | Tham khảo       |
| ---------------- | ----------- | ---- | --------------- |
| Kyoto            | Nhật Bản    | 1959 | [ 151 ]         |
| Strasbourg       | Pháp        | 1960 | [ 152 ] [ 153 ] |
| Barcelona        | Tây Ban Nha | 1980 | [ 154 ] [ 155 ] |
| Hàng Châu        | Trung Quốc  | 1982 | [ 149 ]         |
| Padua            | Ý           | 1983 | [ 156 ]         |
| Melbourne        | Úc          | 1985 | [ 157 ]         |
| Beira            | Mozambique  | 1990 | [ 150 ]         |
| Đài Bắc          | Đài Loan    | 1996 | [ 158 ]         |
| Sekondi-Takoradi | Ghana       | 2001 | [ 149 ]         |
| Belfast          | Bắc Ireland | 2014 | [ 159 ]         |
| Praia            | Cabo Verde  | 2015 | [ 150 ]         |

Boston có quan hệ hữu nghị chính thức hoặc hợp tác với thêm ba thành phố.
| Thành phố  | Quốc gia    | Năm  | Tham khảo               |
| ---------- | ----------- | ---- | ----------------------- |
| Boston     | Anh Quốc    | 1999 | [ 160 ] [ 161 ] [ 162 ] |
| Haifa      | Israel      | 1999 | [ 163 ]                 |
| Valladolid | Tây Ban Nha | 2007 | [ 164 ]                 |

Thành phố Boston có các mối quan hệ đối tác chính thức thông qua Biên bản ghi nhớ (MOU) với các thành phố hoặc khu vực khác:
| Thành phố       | Quốc gia   | Năm  | Tham khảo |
| --------------- | ---------- | ---- | --------- |
| Quảng Châu      | Trung Quốc | 2014 | [ 165 ]   |
| Lyon            | Pháp       | 2016 | [ 166 ]   |
| Copenhagen      | Đan Mạch   | 2017 | [ 167 ]   |
| Mexico City     | México     | 2017 | [ 168 ]   |
| Tây Bắc Ireland | Ireland    | 2017 | [ 169 ]   |

### Tổng quát
- Bluestone, Barry; Stevenson, Mary Huff (2002). The Boston Renaissance: Race, Space, and Economic Change in an American Metropolis. Russell Sage Foundation. ISBN 978-1-61044-072-1.
- Bolino, August C. (2012). Men of Massachusetts: Bay State Contributors to American Society. iUniverse. ISBN 978-1-4759-3376-5.
- Christopher, Paul J. (2006). 50 Plus One Greatest Cities in the World You Should Visit. Encouragement Press, LLC. ISBN 978-1-933766-01-0.
- Hull, Sarah (2011). The Rough Guide to Boston (ấn bản thứ 6). Penguin. ISBN 978-1-4053-8247-2.
- Kennedy, Lawrence W. (1994). Planning the City Upon a Hill: Boston Since 1630. University of Massachusetts Press. ISBN 978-0-87023-923-6.
- Morris, Jerry (2005). The Boston Globe Guide to Boston. Globe Pequot. ISBN 978-0-7627-3430-6.
- Vorhees, Mara (2009). Lonely Planet Boston City Guide (ấn bản thứ 4). Lonely Planet. ISBN 978-1-74179-178-5.
- Wechter, Eric B. (2009). Fodor's Boston 2009. Random House Digital, Inc. ISBN 978-1-4000-0699-1.